# توماس أيه كوران
توماس أيه كوران (بالإنجليزية: Thomas A. Curran)‏ مواليد 29 مايو 1879 في سيدني - الوفاة 24 يناير 1941 في هوليوود، كاليفورنيا، الولايات المتحدة، هو ممثل أمريكي بدأ مسيرته الفنية سنة 1897. ظهر في قرابة 60 فيلما. امتدت مسيرته الفنية لأكثر من 44 عاما.

## الأعمال
- المواطن كين
- قس ويكفيلد
- درب التبانة
- السيد ديدز يذهب إلى المدينة
- وقت الميل

## روابط خارجية
- توماس أيه كوران على موقع IMDb (الإنجليزية)
- توماس أيه كوران على موقع أول موفي (الإنجليزية)
- توماس أيه كوران على موقع قاعدة بيانات الأفلام السويدية (السويدية)
- توماس أيه كوران على موقع قاعدة بيانات الفيلم (الإنجليزية)